# Coulibistri River
Coulibistri River är ett vattendrag i Dominica.   Det ligger i parishen Saint Joseph, i den västra delen av landet, 18 km nordväst om huvudstaden Roseau.